# Force de gendarmerie européenne
Pour les articles homonymes, voir FGE.
La Force de gendarmerie européenne (EuroGendFor ou FGE) a été créée le 17 septembre 2004 à Noordwijk, aux Pays-Bas. Suggérée par la France, elle regroupe les forces de police à statut militaire des sept pays de l'Union européenne qui en disposent : la Garde civile espagnole, la Gendarmerie nationale française, les Carabiniers italiens, la Maréchaussée royale néerlandaise, la Garde nationale républicaine portugaise, la Gendarmerie roumaine et la Gendarmerie militaire polonaise.
La FGE est souvent perçue comme une institution de l'Union européenne, alors qu’elle ne relève en réalité que des États membres qui y participent,.
On attribue également à la FGE un pouvoir d’intervention sur le territoire de l'Union européenne, notamment dans des fonctions anti-émeutes, alors qu’un tel pouvoir relève exclusivement des États membres de l'UE et des forces de police nationales (à statut civil ou militaire),. Une série de questions-réponses au Parlement européen rappelle que la FGE se situe hors du cadre de l'Union européenne, et qu’elle vise exclusivement à améliorer les capacités de gestion de crise hors du territoire de l'Union européenne (dans le cadre de missions internationales sous l'égide de l'ONU, de l'OTAN, de l'UE ou de coalitions internationales),,,,,,,.

## Forces participantes

### Membres

Membres de la Force de gendarmerie européenne.

Le statut de membre peut être obtenu par tout pays de l'Union européenne possédant une force de police à statut militaire et qui en fait la demande.
Les membres actuels sont : la Garde civile espagnole, la Gendarmerie française, les Carabiniers italiens, la Maréchaussée royale néerlandaise, la Garde nationale républicaine portugaise, la Gendarmerie roumaine et la Gendarmerie militaire polonaise.
La Belgique a fait acte de candidature et souhaite intégrer à la FGE des membres de sa police militaire, tandis que l'Allemagne, par la voix de son ministre de la Défense Peter Struck, s'y est refusée.

### Partenaire
Le statut de partenaire peut se voir octroyé à chaque membre de l'Union européenne, ou candidat à l'accession, possédant une force de police à statut militaire, mais avec des pouvoirs de police restreints, et qui en fait la demande. Seule la Viešojo saugumo lituanienne est actuellement partenaire.

### Observateur
Le statut d'observateur peut être attribué aux forces de police à statut militaire de pays candidats à l'adhésion à l'Union européenne qui en font la demande. La Jandarma turque est actuellement le seul observateur.

## Organisation

### État-major
L'état-major de cette force multinationale est basé à Vicence, en Italie. Il est composé d'un peu plus d'une trentaine d'officiers et sous-officiers détachés par les forces participantes. La FGE est actuellement dirigée par le Colonel néerlandais Hans Vroegh depuis le 28 juin 2023. Le commandement est assumé tour à tour par un officier d'une des forces participantes selon une rotation bisannuelle.
.

### Composition
La FGE n'est pas une force préétablie. Elle comprend un effectif maximum de 800 gendarmes projetables sous 30 jours au besoin avec son état-major,. Les hommes de la FGE sont déployables dans des zones déstabilisées hors du territoire de l'Union européenne (UE), en support des actions de l'UE (dans le cadre de la politique de sécurité et de défense commune), du traité de l'Atlantique nord (OTAN), de l'Organisation des Nations unies (ONU), de l'Organisation pour la sécurité et la coopération en Europe (OSCE) ou d’autres coalitions ad hoc,,. Leurs missions correspondront aux « sorties de crise », situations de fin de conflit où la paix n'est pas encore complètement assurée (par exemple : Bosnie-Herzégovine, Kosovo), et relèveront à la fois du maintien de l'ordre et des activités de police judiciaire pour lutter contre le terrorisme ou le crime organisé. La FGE a été déclarée opérationnelle le 20 juillet 2006 et a conduit sa première mission en Bosnie-Herzégovine de novembre 2007 à octobre 2010.

### Fonctionnement
La langue de travail de la FGE est l'anglais, et sa devise latine est « Lex paciferat » (« Que la Loi pacifie »).

## Missions
La Cour des comptes française note dans son rapport de 2011 que « l'EuroGendFor est engagée depuis 2007 en Bosnie-Herzégovine, où elle arme une partie de l’unité de police intégrée de l’opération européenne Althéa ; depuis décembre 2009, elle contribue également à la formation de la police afghane au sein de la mission de l’OTAN. Mais il s’agit dans ces deux cas de mission de police et non de missions militaires à proprement parler » et recommande la « refonte, la réorganisation, voire la suppression » des corps militaires européens permanents.
En juin 2010, la mission de la FGE en Afghanistan compte 276 membres en provenance de France (124 gendarmes), d'Espagne, des Pays-Bas, de la Pologne et du Portugal, pour une mission qui devait comporter à la base entre 400 et 500 membres. En mai 2010, le ministre de l'Intérieur français a annoncé que 250 sous-officiers et 50 officiers afghans de l'ANCOP ont été formés jusque-là par 27 gendarmes français et les autres instructeurs européens, et que 40 gendarmes français de plus seraient prochainement envoyés. Les autres gendarmes participent à des missions de P-OMLT: ils accompagnent, conseillent et aident les policiers afghans sur le terrain. En mai 2011 jusqu’à plus de 400 membres sont dans ce pays.
À la suite du séisme de 2010 en Haïti, la FGE a déployé en Haïti à partir du 20 avril 2010 deux Unités de Police Constituées (Formed Police Unit – FPU), une française et une italienne, ainsi qu’un peloton d’intervention espagnol. La mission de cette force sur le terrain était d’appuyer les actions de la police de l’ONU et d’assister la Police nationale haïtienne ainsi que d’autres agences humanitaires et ONG accréditées par l’ONU. Le déploiement d’EuroGendFor en Haïti s’est achevé le 3 décembre 2010.

## Sources